# Dan Joye
Dan Joye, né le 19 février 1985 à San Tomé (Venezuela) est un lugeur américain spécialiste du double. Il a participé aux Jeux olympiques de 2006 et 2010, terminant respectivement huitième et sixième. Il prend sa retraite sportive en 2010.

## Palmarès

### Jeux olympiques
- Turin 2006 : 8e du double avec Preston Griffall
- Vancouver 2010 : 6e du double avec Christian Niccum

### Championnats du monde
- Meilleur résultat en double : 6e en 2005, 2008 et 2009

### Coupe du monde
- Meilleur classement général : 8e en 2008 et 2010.
- 5 podiums en relais.